# سوریه کوچک (منهتن)

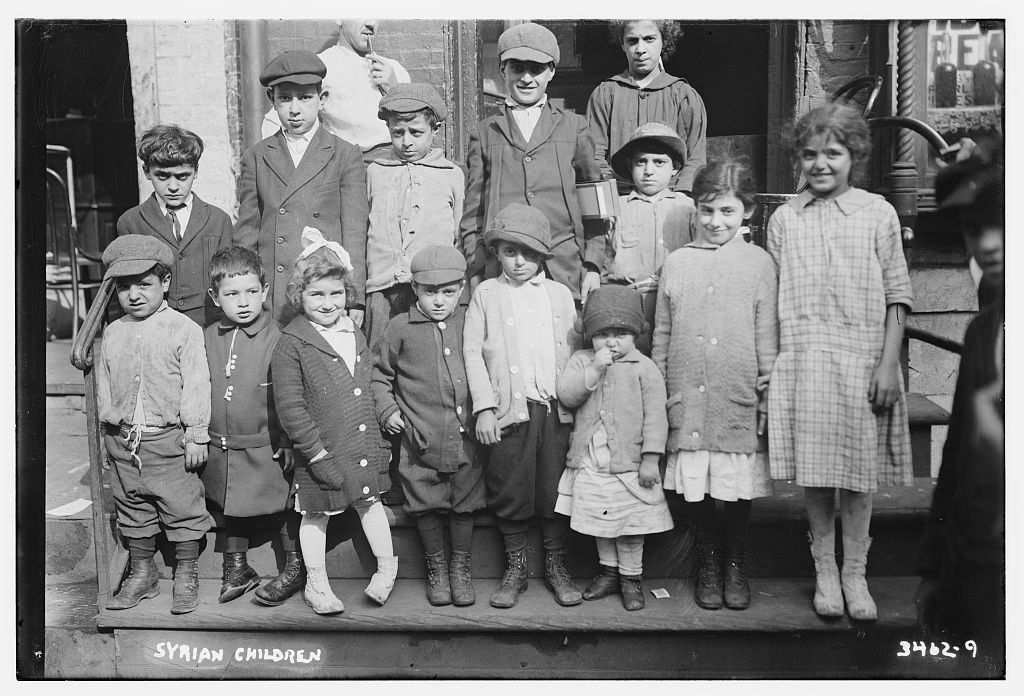
کودکان مهاجران سوری در خیابان واشینگتن در منهتن نیویورک در سال ۱۹۱۶

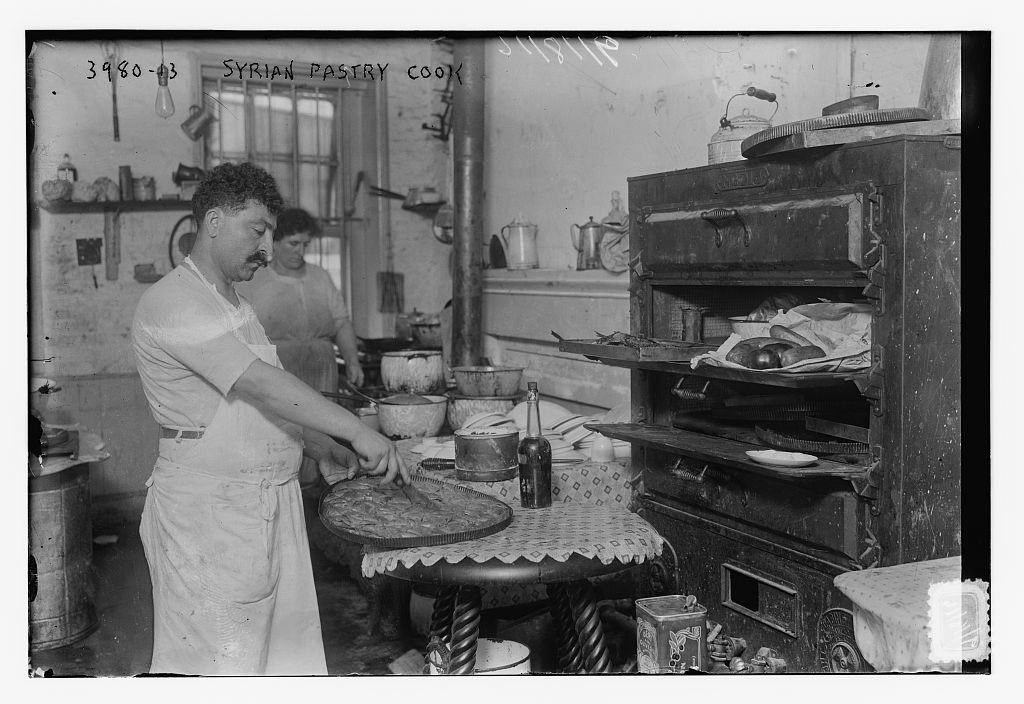
تولیدکننده باقلاوا در «لیتل سوریه» در سال ۱۹۱۶

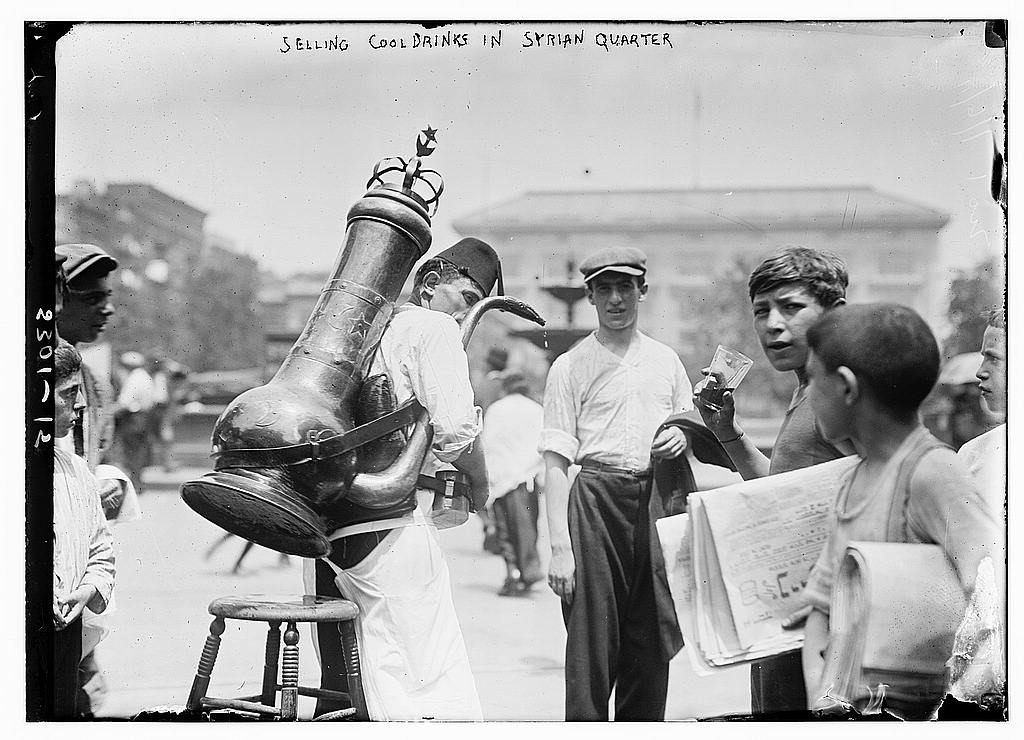
فروش نوشیدنی سرد در سوریه کوچک در منهتن ۱۹۱۰–۱۹۱۵

سوریه کوچک، منهتن (انگلیسی: Little Syria, Manhattan)، محله‌ای با جمعیت عمدتاً عرب - آمریکایی است که در اواخر سال ۱۸۸۰ در منهتن در شهر نیویورک شکل گرفت و تا سال ۱۹۴۰ این جامعه در شهر نیویورک در منهتن زندگی می‌کردند.
جمعیت اعراب - آمریکایی‌ها گروه‌هایی از مردم بودند که از سرزمین عثمانی به نام سوریه بزرگ، (منطقه‌ای در لبنان، سوریه، اردن، عراق، اسرائیل و فلسطین امروز) در جریان مهاجرت بزرگ از سال ۱۸۸۰ تا ۱۹۲۴ به منهتن رفتند.